# María Dolores Dancausa
María Dolores Dancausa Treviño (1959) es una banquera española. Desde marzo de 2024 ocupa el puesto de Presidenta no ejecutiva de la entidad de crédito española Bankinter, en la que había ocupado el cargo de consejera delegada (CEO) desde 2010.

## Biografía

### Primeros años
Nacida en Burgos en 1959, es hija de Fernando Dancausa, que fue alcalde de Burgos durante la dictadura franquista, y hermana menor de Concepción Dancausa. Se licenció en Derecho en la Universidad CEU San Pablo. También ha realizado varios programas de gestión en la Escuela de negocios Harvard y terminó un programa de gestión avanzada en la escuela de negocios INSEAD en Fontainebleau, Francia.[cita requerida]

### Carrera
Toda su carrera se ha desarrollado dentro del sector financiero, habiendo comenzado en el Banco Exterior antes de llegar a Bankinter. Cuando se constituyó la Línea Directa Aseguradora en 1994, fue nombrada secretaria general y secretaria de la junta directiva hasta 2008, cuando se convirtió en la directora ejecutiva de la compañía. Desde que fue nombrada consejera delegada de Bankinter el 21 de octubre de 2010, ha seguido formando parte de la junta directiva de Línea Directa y también es miembro de la junta asesora de la Asociación para el Progreso de la Dirección. Desde 2013, ha sido directora independiente de Esure, una aseguradora del Reino Unido.
En 2020 era una de las únicas cinco consejeras ejecutivas del Ibex 35, junto con Ana Botín, María José García Beato, Vanisha Mittal, y Cristina Ruiz Ortega.
El jueves 21 de agosto de 2022, declaró que "buscaría resquicios legales para no tener que pagar el impuesto a la banca anunciado por el Gobierno".
Desde marzo de 2024 ocupa el cargo de presidenta no ejecutiva de Bankinter.

## Premios
- «Mejor CEO de España», por la revista Forbes (en primer lugar, en 2013, y en tercer lugar, en 2016).[8]
- «Ejecutiva del año», por la revista Emprendedores.[9]
- «Premio AED al Directivo del Año» (2013), por la Asociación Española de Directivos.[10]
- 2022. Una de las 10 directivas españolas que lideran la transformación digital en el sector financiero. Forbes España.[11]